# Мејмерс (Северна Каролина)
Мејмерс (енгл. Mamers) насељено је место без административног статуса у америчкој савезној држави Северна Каролина.

## Демографија
По попису из 2010. године број становника је 826.
| Група             | 2000.    | 2010.       |
| Белци             | 0 (0,0%) | 720 (87,2%) |
| Афроамериканци    | 0 (0,0%) | 24 (2,9%)   |
| Азијати           | 0 (0,0%) | 4 (0,5%)    |
| Хиспаноамериканци | 0 (0,0%) | 60 (7,3%)   |
| Укупно            | 0        | 826         |